# IC 4227
IC 4227 ist eine Spiralgalaxie mit aktivem Galaxienkern vom Hubble-Typ S im Sternbild Jagdhunde am Nordsternhimmel. Sie ist schätzungsweise 311 Millionen Lichtjahre von der Milchstraße entfernt und hat einen Durchmesser von etwa 35.000 Lj.

Im selben Himmelsareal befinden sich u. a. die Galaxien NGC 5074, NGC 5127, IC 4225, IC 4226.
Das Objekt wurde am 30. Juni 1896 von Stéphane Javelle entdeckt.